# 2011 في السعودية
تحتوي هذه المقالة على أهم الأحداث التي شهدتها السعودية في 2011، والتي توافق 1432 - 1433 هجري إضافة إلى أهم الشخصيات السعودية التي وُلدت أو تُوفيت في هذه السنة.

## السياسة

### الحكم
الملك: عبد الله بن عبد العزيز آل سعود

### أكتوبر
- 22:
  - نايف بن عبد العزيز آل سعود يصبح وليًا للعهد.
  - سلمان بن عبد العزيز آل سعود، وزيرًا للدفاع.

## أحداث
- الملك عبد الله بن عبد العزيز آل سعود يصدر أمر بصرف راتب شهرين لجميع موظفي الدولة من مدنيين وعسكريين ومكافأة شهرين لجميع طلاب وطالبات التعليم العالي الحكومي و صرف مخصص مالي قدره ألفا ريال شهريا للباحثين عن العمل في القطاع العام والخاص . [1]
- معالي وزير التعليم العالي الدكتور خالد بن محمد العنقري يوقع بمكتبه في الوزارة تسعة عقود إنشائية لمشاريع جديدة في ( 8 ) جامعات سعودية تقدر قيمتها الإجمالية (2.864.792.932 ) مليون ريال.[2]
- الأمير سلمان بن عبد العزيز آل سعود وزير الدفاع يفتتح المبنى الجديد لوزارة التعليم العالي بحي المعذر بالرياض ، كما دشن سموه قاعة الأمير سلمان للمؤتمرات بالمبنى. [2]
- الأمير فيصل بن خالد بن عبد العزيز آل سعود أمير منطقة عسير يدشن الموقع الإلكتروني للعلم السعودي الذي نفذ على سفح أحد الجبال المطلة على مدينة أبها من الجهة الغربية.و تبلغ مساحته أكثر من 45.000م2.
- صاحب السمو الملكي الأمير سعود الفيصل وزير الخارجية يفتتح المبنى الجديد لسفارة خادم الحرمين الشريفين في برلين.
- نيابة عن الملك عبد الله بن عبد العزيز آل سعود - حفظه الله - رعى الأمير سلمان بن عبد العزيز آل سعود وزير الدفاع عضو مجلس إدارة نادي الفروسية المهرجان السنوي الكبير لسباق الخيل على كأسي خادم الحرمين الشريفين لخيل الإنتاج والمستورد على ميدان الملك عبد العزيز للفروسية بالجنادرية.[2]
- معالي وزير المياه والكهرباء المهندس عبدالله بن عبدالرحمن الحصين يوقع عدداً من العقود لتنفيذ مشاريع للمياه والصرف الصحي في مناطق مختلفة من المملكة بتكلفة إجمالية بلغت أكثر من (658) مليون ريال .[2]
- معالي وزير التعليم العالي الدكتور خالد بن محمد العنقري يوقع في العاصمة الفنلندية هلسنكي مذكرة تعاون لدعم العلاقات العلمية والتعليمية مع معالي وزيرة التعليم والثقافة في فنلندا حنّا فيركونن.[2]
- معالي وزير المياه والكهرباء المهندس عبدالله بن عبدالرحمن الحصين يوقع عددا من العقود لتنفيذ مشاريع للمياه والصرف الصحي في مناطق مختلفة من المملكة بتكلفة إجمالية بلغت أكثر من "162 "مليون ريال.
- صاحب السمو الملكي الأمير فهد بن بدر بن عبدالعزيز أمير منطقة الجوف يدشن مشاريع تنموية بقيمة إجمالية بلغت (423.515.538) ريالا.[2]
- أقرت 87 دولة مشاركة في الاجتماع الوزاري الاستثنائي لمنتدى الطاقة الدولي بالرياض ميثاق المنتدى الطاقة الدولي مستهدفا تضييق الخلافات بين الدول الأعضاء ، المنتجة والمستهلكة للطاقة ودول العبور بشأن قضايا الطاقة العالمية وتعزيز الفهم الأكمل لمدى حاجتهم لبعضهم البعض ، وذلك ضمن أعمال الاجتماع الوزاري الاستثنائي لمنتدى الطاقة الدولي الذي بدأ أعماله في الرياض.[2]
- صاحب السمو الملكي الأمير سلمان بن عبدالعزيز وزير الدفاع يرعى افتتاح مقر المؤسسة العامة للتدريب التقني والمهني الجديد بمدينة الرياض.[2]
- جامعة الأميرة نورة بنت عبد الرحمن تحصل على جائزة التميز العالمية علي مستوي جامعات الشرق الأوسط من بين 55 جامعة تقدمت للجائزة والتي تمنحها شركة صن غارد للتعليم العالي.[2]
- جلالة الملك حمد بن عيسى آل خليفة ملك مملكة البحرين يصل إلى الرياض.[2]
- الشركة السعودية للكهرباء تعلن عن تأسيس شركة وطنية لنقل الكهرباء مهمتها الرئيسة تشغيل منظومة الكهرباء ونقل الكهرباء على شبكات الضغط العالي بين محطات الإنتاج ومراكز الأحمال الرئيسة في شتى أرجاء المملكة.[2]
- معالي وزير المياه والكهرباء المهندس عبدالله بن عبدالرحمن الحصين يوقع عدداً من العقود لتنفيذ مشاريع للمياه والصرف الصحي في مناطق مختلفة من المملكة بتكلفة إجمالية بلغت أكثر من 487 مليون ريال.
- الملك عبدالله يأمر بإنشاء (الهيئة الوطنية لمكافحة الفساد) و تعيين الأستاذ محمد بن عبد الله الشريف رئيساً لها بمرتبة وزير.[2]
- شركة أرامكو لما وراء البحار بي في التابعة لشركة الزيت العربية السعودية "أرامكو السعودية" توقع مع شركة صينية مذكرة تفاهم حول خطط إقامة مصفاة تحويل كامل جديدة بمرافقها بطاقة 10 ملايين طن متري في السنة أي 200 ألف برميل في اليوم في مقاطعة يونان في جمهورية الصين الشعبية.[2]
- المعهد العالمي للمياه والبيئة والصحة (GIWEH) يعلن عن فوز الباحثة السعودية بمعهد بحوث الفضاء في مدينة الملك عبدالعزيز للعلوم والتقنية سمو الأميرة الدكتورة مشاعل بنت محمد بن سعود بن عبدالرحمن بجائزة الأمم المتحدة في مجال المياه لتكون أول جائزة علمية تمنحها الأمم المتحدة لعالم عربي.[2]
- صدر أمر ملكي بإنشاء وزارة بمسمى وزارة الإسكان وتعيين الدكتور شويش بن سعود بن ضويحي الضويحي وزيراً للإسكان.[2]
- الشركة السعودية للكهرباء توقع عقدا مع شركة الالكترونيات المتقدمة بقيمة 63 مليون ريال لتنفيذ مشروع العدادات الرقمية ونظام القراءة الآلي الخاص بها ومتممات النظام , كما يتضمن تصنيع عدادات كهرباء رقمية مع أنظمة القراءة الآلية للعدادات الرقمية الجديدة والسابقة وما يتعلق بها من إشراف وتركيب وتشغيل في بعض من مناطق المملكة.[2]
- تحت رعاية خادم الحرمين الشريفين الملك عبدالله بن عبدالعزيز آل سعود حفظه الله افتتح معالي وزير التعليم العالي الدكتور خالد بن محمد العنقري بجدة فعاليات المؤتمر العلمي الثاني لطلاب وطالبات التعليم العالي بالمملكة والذي تشارك فيه 31 جامعة ومؤسسة تعليم عالي ويحضره أكثر من 15000 طالب وطالبة.[2]
- الخطوط الجوية العربية السعودية تدشن محطتها الجديدة بمدينة جوانزو الصينية حيث وصلت أول رحلات طائراتها من طراز بيونج 777 وعلى متنها 209 راكباً إلي مطار جوانزو قادمة على خط سير جدة الرياض.[1]
- معالي وزير المياه والكهرباء المهندس عبدالله بن عبدالرحمن الحصين يوقع عدداً من العقود لتنفيذ مشاريع للمياه والصرف الصحي في مناطق مختلفة من المملكة بتكلفة إجمالية بلغت أكثر من (161) مليون ريال.
- صاحب السمو الملكي الأمير سلمان بن عبدالعزيز وزير الدفاع يستقبل بمكتب سموه بقصر الحكم دولة نائب الرئيس الفلبيني جيجومار بيناي والوفد المرافق له.[2]
- فوز المخترعون السعوديون المشاركين في معرض جنيف الدولي للمخترعين التاسع والثلاثين الذي أقيم في سويسرا خلال الفترة من 6-10 أبريل 2011م ب 18 جائزة.[2]
- أصحاب السمو والمعالي وزراء خارجية دول مجلس التعاون لدول الخليج العربية يصلون إلى الرياض للمشاركة في الاجتماع الاستثنائي للمجلس الوزاري لوزراء الخارجية بدول مجلس التعاون الخليجي.[2]
- معالي وزير المياه والكهرباء المهندس عبدالله بن عبدالرحمن الحصين يوقع عدداً من العقود لتنفيذ مشاريع للمياه والصرف الصحي في مناطق مختلفة من المملكة بتكلفة إجمالية بلغت أكثر من (321) مليون ريال.[2]
- أصحاب السمو والمعالي وزراء خارجية دول مجلس التعاون لدول الخليج العربية يصلون إلى الرياض للمشاركة في الاجتماع الاستثنائي الثالثة والثلاثين للمجلس الوزاري لوزراء الخارجية بدول مجلس التعاون الخليجي.[2]
- خادم الحرمين الشريفين الملك عبدالله بن عبدالعزيز آل سعود -حفظه الله- يستقبل في قصره بالرياض معالي رئيس مجلس الوزراء وزير الخارجية بدولة قطر الشيخ حمد بن جاسم بن جبر آل ثاني.
- الشركة السعودية للصناعات الأساسية (سابك) ، تحقق أرباحاً صافية قدرها 7.69 مليار ريال للربع الأول من عام 2011 مقابل صافي ربح قدره 5.43 مليار ريال للربع المماثل من العام السابق بارتفاع بلغ 42 % , ومقابل صافي ربح مقداره 5.75 مليار ريال للربع السابق بارتفاع قدره 34 %.[2]
- معالي الرئيس العام للمؤسسة العامة للخطوط الحديدية المهندس عبد العزيز بن محمد الحقيل يوقع عقداً لتنفيذ مشروع نقل مسار الخط الحديدي خارج النطاق العمراني لمدينة الهفوف بقيمة (659.000.000) ريال مع إحدى الشركات الوطنية المتخصصة.[2]
- مجلس جامعة الدول العربية في دورته (135) ينتخب بالإجماع مرشح المملكة الدكتور سعد بن محمد المحلفي رئيسا للجنة العربية الدائمة للأرصاد الجوية بجامعة الدول العربية.[2]
- صاحب السمو الملكي الأمير خالد بن سلطان بن عبدالعزيز نائب وزير الدفاع يصل إلى جمهورية أوكرانيا في زيارة رسمية تستغرق عدة أيام يلتقي خلالها عددا من المسئولين في جمهورية أوكرانيا.
- معرض جنيف الدولي للاختراعات يمنح الباحثتين السعوديتين الدكتورة ناجية عبدالخالق الزنبقي والأستاذة نهى طلال زيلعي شهادة الدبلوم والميدالية الفضية نظير اختراعهما (استخدام مستخلص سيو لو) لعلاج مرض التوكسوبلازما الذي يعرف بداء القطط أو داء المقوسات.[2]
- أمر ملكي بتعيين الدكتورة هدى بنت محمد العميل مديرة لجامعة الأميرة نورة بنت عبدالرحمن بالمرتبة الممتازة. [2]

### يناير
- 27: سيول جدة

### مارس
- 11 يوم الغضب السعودي

### أغسطس
- 20: الافتتاح الرسمي لمشروع أبراج البيت أو ما يسمى ساعة مكة.[3]

### سبتمبر
- 25: مشاركة المرأة السعودية في الانتخابات البلدية وعضوية مجلس الشورى.
- 29: الانتخابات البلدية السعودية 2011.[4]

## وفيات

### فبراير
- 12: صالح الراجحي (مواليد 1921) رجل أعمال سعودي، ومؤسس ومالك مصرف الراجحي مع إخوانه.

### أبريل
- 13: صيتة بنت عبد العزيز آل سعود (مواليد 1930)

### مايو
- 2: أسامة بن لادن (مواليد 1957)
- 7: عبد الله عبد الجبار، أديب وناقد ومسرحي سعودي (و. 1920).[5]

### يوليو
- خالد بن يزيد بن عبد الله بن عبد الرحمن آل سعود، شاعر غنائي سعودي (و. 1950).[6]

### أكتوبر
- 22: سلطان بن عبد العزيز آل سعود (مواليد 1930) ولي العهد و نائب رئيس مجلس الوزراء و وزير الدفاع والطيران والمفتش العام السابق.

### نوفمبر
- 1: داود بربانك، مترجم بريطاني مسلم ولد عام 1963م.

### ديسمبر
- 1: عبد الكريم الجهيمان، صحفي وأديب وباحث وشاعر وناقد (و. 1912).[7]